# Народный костюм Белгородчины

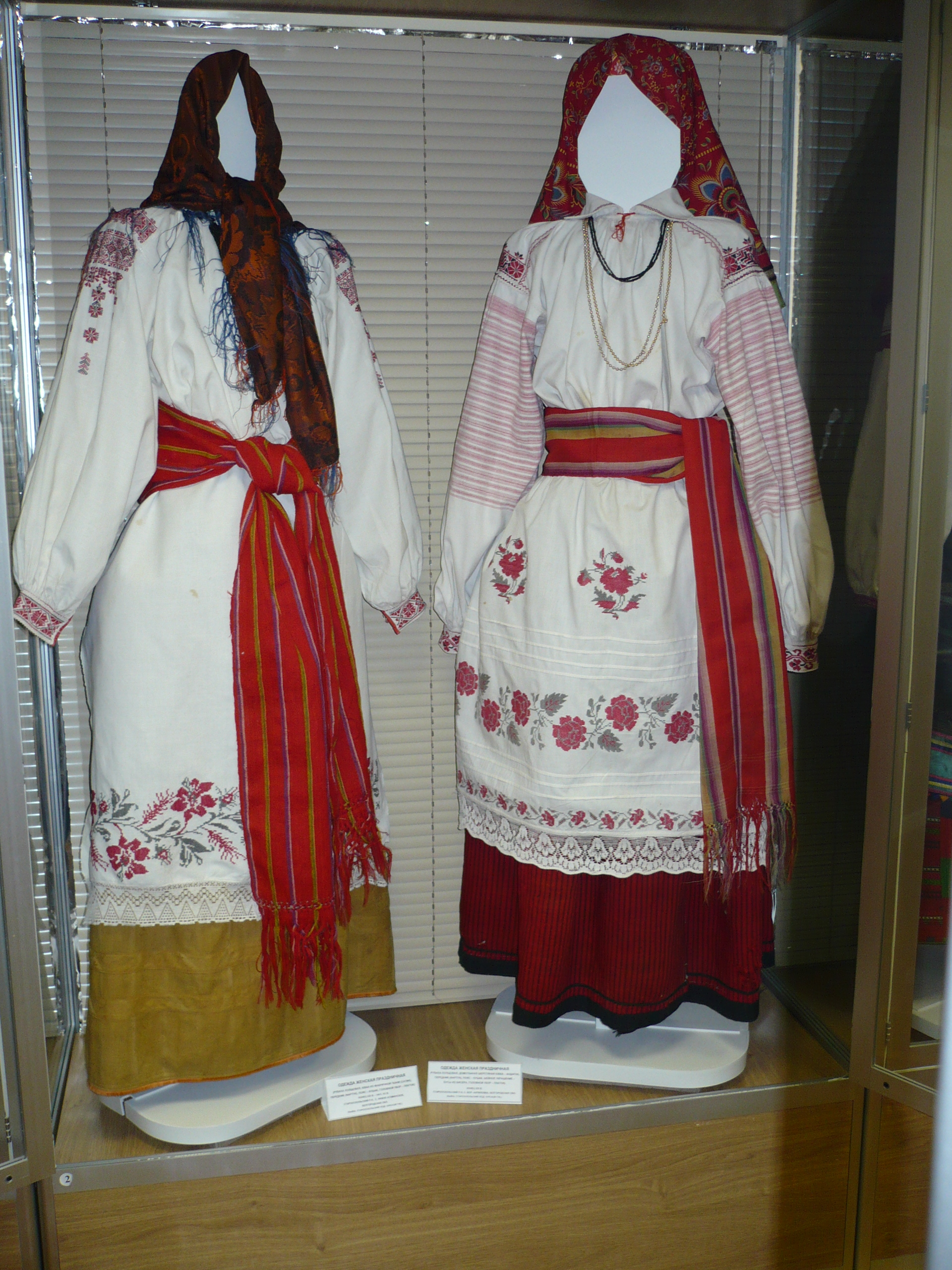
Одежда Оскольского региона

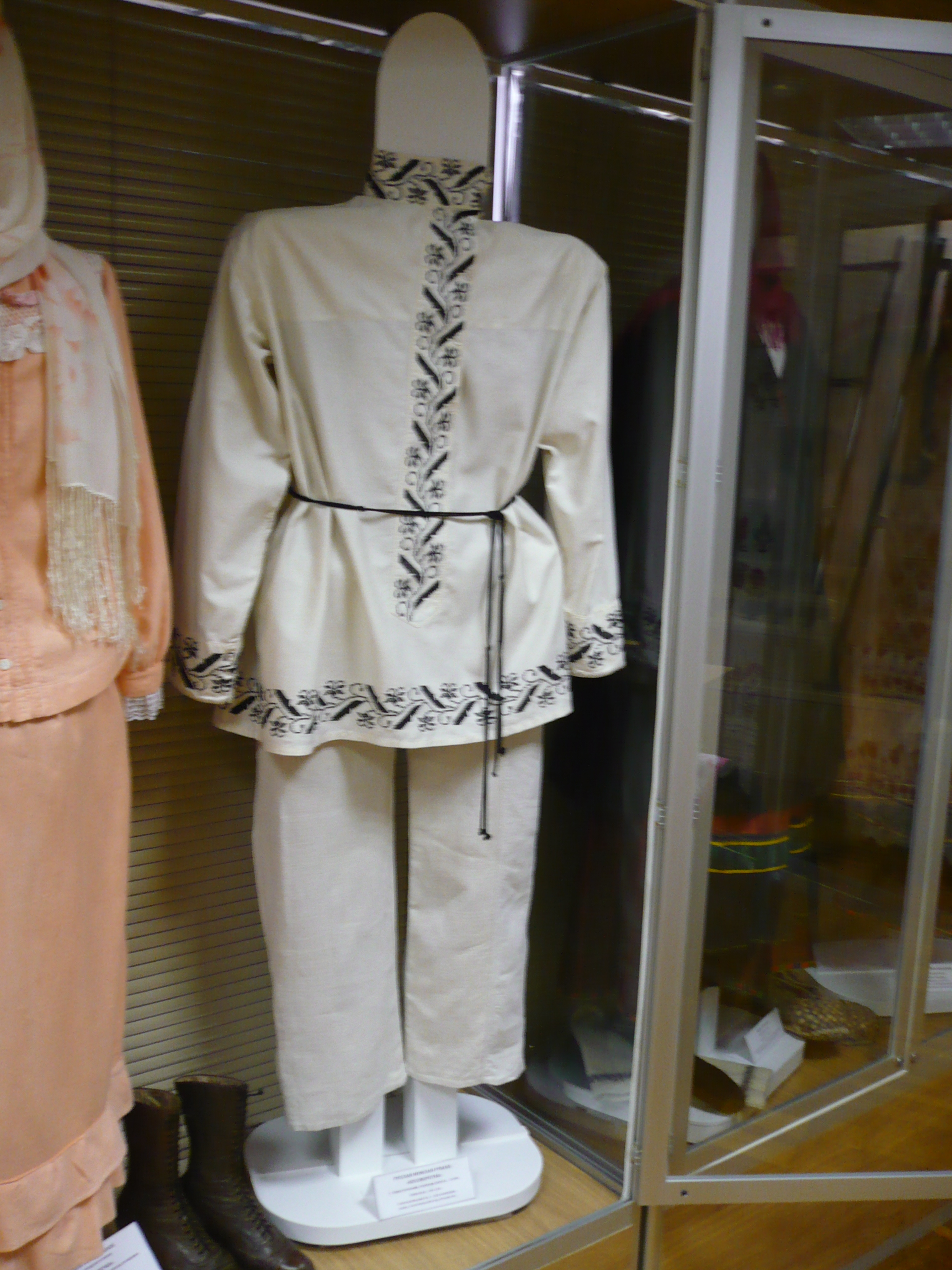
Мужская одежда Старооскольского уезда.

Народный костюм Белгородчины — сложившийся на протяжении веков комплекс одежды, обуви и аксессуаров, который использовался жителями, населявшими территорию современной Белгородской области, в повседневном и праздничном обиходе.

## Характерные особенности
Белгородский народный костюм является уникальным памятником материальной и духовной культуры народа, определённой эпохи. В его создании принимали участие славянские племена, этнические и социальные слои общества.
Костюмы Белгородчины можно разделить на три этнографических подрегиона (локуса): Белгородско-Курский, Белгордско-Оскольский и Белгородско-Воронежский. Иногда выделяется Украинский этнографический подрегион, особенно ярко проявляющийся в Ровеньском районе. Для Белгородчины были характерны как черезполосное русско-украинское расселение (Курская губерния), так и сплошное заселение (юго-запад Воронежской губернии). Особо выделяются костюмы различных групп однодворцев.
Будучи центром Белгородского уезда огромной Киевской губернии, а затем и центром Белгородской губернии, и являясь одним из городов-форпостов Белгородской засечной черты, Белгород «собрал под своей крышей» на территории Дикого поля людей разных социальных слоёв, этнических групп и национальностей. Это сказалось и на судьбе народной одежды, в частности, как по широте и глубине связей с культурами других народов, так и по богатству художественного выражения его целостного «образа».
Во-первых, это функциональность русского народного костюма края. В этом аспекте следует рассматривать многообразие её видов: сезонной, будничной или повседневной, праздничной, приспособленность к климату, хозяйственному укладу, семейному быту. Иными словами, добротность, удобство и красота народного костюма Белгородчины наиболее полно соответствуют его функциональным требованиям.
Другая её черта — её конструктивность. Это предельная предельная простота, доступность в изготовлении и экономичность в расходовании сырья.
Третья черта — непревзойдённая декоративность. Она достигалась путём комбинирования тканей разного качества и цвета, наличия вышивки, узорного ткачества, кружевоплетения. Декорация одежды имела и функциональное назначение, связанное с верованием предков, их мировоззрением.
Четвёртый признак народного костюма региона — его комплексность, отражённая во всех регионах края: комплекс понёвный, с андараком, сарафанный и парочка. Комплексность костюма, преимущественно женского, связана не только с социально-бытовыми факторами, но и с возрастными традициями: девочка, девушка, невеста, молодуха, замужняя женщина зрелого и преклонного возраста, старуха.

## Мужская одежда

### Рубаха и порты
Мужская одежда Белгородчины однотипна по покрою и практически однообразна по составу. Основу мужского костюма составляет рубаха туникообразного покроя. Повседневная будничная рубаха шилась из сурового полотна — пестяди (ткань из остатков пряжи льна и шерсти), а праздничная или обрядовая изготавливалась из отбеленного полотна.
Поскольку домотканый холст был узким, по бокам пристрачивали перегнутые вдоль прямые или косые полотнища («бочки»). Для расширения подола рубахи по бокам нередко вставляли «клинья». Рукава прямого покроя без манжет пришивались к центральному полотнищу. Под мышками вшивались кусочки кумача (ткань, окрашенная в красный цвет) прямоугольной или ромбовидной формы — «ластовицы». Они придавали рубахе объёмность, предохраняя её от разрыва при резких и широких движениях рук. Благодаря «ластовицам», рубаха служила дольше, так как по мере испревания их выпарывали и заменяли новыми. Длина мужских рубах значительна. Причём у мужчин зрелого возраста она достигала колен, у парней и мужчин помоложе была выше. Изначально рубахи не имели отложных воротников, однако сегодня можно встретить как рубахи-«голошейки», присборенные в мелкую складку на вороте, так и рубахи с небольшим воротником-«стойкой». Полагают, что воротник-«стоечка» и тем более отложной воротник — отзвук древнерусской одежды служилых людей времён царской опричнины. Также отложной воротник, косые полики с декоративным оформлением вышивкой привносили в народный костюм переселенцы из Брянска. Также из брянского костюма заимствованы кички с бисерным «подзатыльником», широкие бисерные «гайтаны» нагрудного и наспинного исполнения.
Рубаху носили навыпуск, подпоясывая поясом, подпояской, покромой (последние два названия более употребимы в Белгородско-Воронежском регионе). Будничные и праздничные мужские пояса отличались качеством, формой и способом изготовления. В повседневном быту носили преимущественно однотонные узкие, свитые из двух прядей, плетённые в четыре пряди на бёрдышках, связанные на спицах с небольшими махрами (кисточками) на концах, завязывая на левом бедре узлом. В праздничные дни, и особенно на годовые праздники, надевали длинные, более широкие, вязанные или тканные на стане пояса (подпояски, покромки) ярких, сочных тонов, «прорезанные» вдоль полосками жёлтого, зелёного, малинового, пурпурного, фиолетового цвета, с кистями, украшенными бахромой, бисером, позументом, каменными цветными пуговицами. Пояс оборачивали вокруг талии 2—3 раза. Концы с обеих сторон затыкались под пояс и свешивались вниз.
Малые дети бегали без портков (штанов) в одной длинной до пят полотняной рубахе, подпоясываясь узким пояском, подаренным при крещении.
Справа на поясе мужчины носили гаман (поясная сумочка, мешочек) из овчины или мошонки барана, в котором носили курево, гребёнку для расчёсывания бороды, усов, волос. Пристёгивать или пришивать гаман к рубахе стали в конце XIX века.
Рубаха дополнялась портами из набивной холстины. Холстина обычно была чёрного или тёмно-синего цветов с парными вертикальными белыми тонкими полосками, между которыми пестрели мелкие ромбики, квадратики, вилюшки. Порты шились из двух кусков домотканого холста. Между штанинами вставлялась ширинка — ромбический или четырёхугольный кусок такой же ткани, благодаря чему движения при ходьбе не сковывались. В поясе порты делали достаточно широкие, чтобы можно было подвернуть, образуя очкур (учкур) — канал для шнурка-гашника, который удерживал порты на бёдрах. Отсюда пошло выражение «положить в загашник», то есть в укромное место, откуда можно достать только в случае особой необходимости. Со второй половины XIX века на Белгородчине появились порты из сукна домотканого или фабричного производства со вшитым поясом. Затем изменился крой и поменялось называние — стали штаны. Концы портов доходили до икр и вплоть до появления брюк заправлялись в обувь: онучи при лаптях, сапоги, валенки.

### Верхняя одежда
Разнообразна была верхняя мужская одежда: жилет, кафтан, поддёвка, зипун, бекеша, тулуп, шуба, каратай, полушубок, армяк, халат, кожу́х. В праздничные дни носили кафтаны (поддевки) из домотканого или фабричного чёрного, синего, коричневого сукна.
Кафтан — приталенная одежда до колен, с выкойными рукавами, небольшим стоячим или отложным воротником, с запахом на правую сторону, на крючках или пуговицах. Он мог быть с цельной спинкой со сборами на боковых швах. либо с отрезной спинкой и раскошенной задней нижней частью, с клиньями в боковых швах. Подкладка могла отсутствовать либо делалась до талии. С боков прорезались вертикальные карманы. Суконные кафтаны отделывались плисом по борту, воротнику, обшлагам и карманам.
В будние дни мужчины носили зипуны из серьмяги (грубого домотканого неокрашенного и неотбеленного сукна серого или бурого цвета; армячины) с широким запахом налево, с косым вырезом на груди, без воротника, длиной ниже колен, подпоясавшись подпояской. В холодное время года, особенно в дорогу, поверх зипуна или полушубка мужчины одевали армяк или халат, сшитый из толстого домотканого сукна (армячины), окрашенное в чёрный или тёмно-коричневый цвет. Этот халатообразный, без застёжек, с глубоким запахом налево, с клиньями бо бокам, с большим отложным воротником вид одежды также носили с поясом.
Помимо сукна, наиболее распространённым материалом для изготовления тёплой одежды была дублёная овчина. Простые люди носили «нагольные» (кожей наружу) кожуха, а богатые покрывали их сверху сукном, нарядной тканью. Впоследствии долгополые кожухи стали называться тулупами или шубами, а короткие — полушубками. Однако тулупы надевали в дорогу поверх полушубка, зипуна или поддевки с кушаком или нараспашку. Это была длинная, до пят зимняя одежда из дублёной овчины, мехом внутрь. распашная, с широким запахом налево, без застёжек. А шубу шили из дублёной и окрашенной овчины. Белая, чёрная или красно-коричневая, иногда крытая сукном, она имела отрезную выкройную спинку, присборенную и слегка расширенную юбку, невысокий, стоячий меховой воротник, прорезные карманы, отделанные мехом, застёгивалась на крючки. Полушубок имел аналогичный крой, но был значительно короче.

### Головные уборы
Мужские головные уборы имели несколько типов и разновидностей: кожаные, меховые, валяные и плетёные.
Мужские головные уборы имели несколько типов и разновидностей: кожаные, меховые, валяные и плетёные. Более архаичные — меховые и кожаные колпаки островерхой формы. Основным типом головного убора более поздней эпохи является валяная из овечьей шерсти тёмного цвета шляпа -грешневик (шапка-валенка) цилиндрической формы с овальным верхом и узкими немнущимися полями. Повсеместно широко бытовала шапка-куркуль, изготовленная из чёрной овчины мехом вверх, в форме усечённого конуса. Из меха овец, волов, лис, зайцев шили малахаи (капелюхи). Этот головной убор на холстинной подкладке имел по бокам два уха и откидную планку сзади. В конце XIX века в крае появилась шапка-ушанка (треух, треушка), похожая на малахай. Однако верх её делали из сукна, а подкладку из холстины. В ненастную зимнюю погоду при дальних переходах мужчины укрывали голову ещё и суконным башлыком с длинными боковыми лопастями-ушами.
Во второй половине XIX века из города в деревню пришёл картуз из чёрного сукна с высокой тульей и кожаным лакированным, круто опускавшимся на лоб небольшим козырьком. В тулью картуза жениха на свадьбе и по праздникам вставляли красный или розовый цветок.

## Изменения в XIX—XX веках
Под влиянием городской моды в деревне в конце XIX века распространяется женский костюм «парочка» в виде юбки и кофты, сшитых из одной ткани. У мужчин традиционная шляпа заменяется «картузом».